# The Bees
The Bees és una pel·lícula de terror de Mèxic dirigida per Alfredo Zacarías sobre abelles sud-americanes importades als Estats Units, on hi provoquen estralls.

## Argument
El Dr. Miller intenta domesticar les abelles assassines africanes, conegudes com "abelles del diable", conegudes per la seva agressivitat, i les utilitzen com a bestiar. L'experiment falla i el Dr. Miller i el seu fill són assassinats per les abelles. Només la seva dona va sobreviure a l’incident i va aconseguir obtenir unes còpies al laboratori del Dr. Hummel dels EUA.
Aviat hi haurà més morts a causa de les abelles. Els insectes desenvolupen immunitat contra el verí d'insectes. Es vol evitar la reproducció amb un aroma sexual de les abelles. Els primers èxits són enganyosos, perquè la nova raça d’abelles resulta tan intel·ligent com els humans. En adonar-se que els humans les volen exterminar, les abelles decideixen destruir la humanitat.
Les abelles desenvolupen un llenguatge que les permet comunicar-se amb els humans. Envien un ultimàtum: qui aconsegueixi guanyar la seva gràcia romandrà viu. Només un grup d'investigadors declara la guerra a les abelles.

## Repartiment
- John Saxon - John Norman
- Angel Tompkins - Sandra Miller
- John Carradine - Dr. Sigmund Hummel
- Claudio Brook - Dr. Miller
- Alicia Encinas - Alicia
- Roger Cudney - Blankeley

## Producció
La pel·lícula originalment havia de ser escrita i dirigida per Jack Hill, però va ser substituït pel productor durant el rodatge. Warner Bros. suposadament va pagar a New World Pictures una gran quantitat perquè el llançament de la pel·lícula es retardés fins després del de L'eixam (1978). Va ser una de les diverses pel·lícules finançades per Corman protagonitzades per John Saxon.

## Recepció
La pel·lícula es va estrenar l'octubre de 1978 a l'XI Festival Internacional de Cinema Fantàstic i de Terror, on va guanyar la medalla de plata als millors efectes especials. Fou estrenada a Mèxic el 10 de maig de 1979.